# Frederik Sophie Wilhelm Gautier
Frederik Sophie Wilhelm Gautier (Streefkerk, 18 augustus 1857 - Virginia (V.S.), 21 februari 1940) was een Nederlandse burgemeester.

## Leven en werk
Gautier werd in 1857 in Streefkerk geboren als zoon van Hendrik Gautier en van Margaretha Carolina van Beekum. Gautier werd in 1881 benoemd tot secretaris van de gemeenten Meerkerk, Leerbroek en Nieuwland. In 1890 werd hij benoemd tot burgemeester en tevens secretaris van zowel Gouderak als van Berkenwoude. In 1905 kwam er abrupt een einde aan zijn bestuurlijke loopbaan. Gautier werd beschuldigd van valsheid in geschrifte en verduistering. Hij werd in laatste instantie, na cassatie bij de Hoge Raad, veroordeeld tot een gevangenisstraf van zes weken.
Gautier trouwde op 12 oktober 1881 te Nieuw-Lekkerland met Teuntje Johanna Smit. Hij overleed in februari 1940 op 82-jarige leeftijd in Virginia in de Verenigde Staten.

## Familie
Zijn broer Pieter werd evenals zijn vader burgemeester van Streefkerk en van Bleskensgraaf. Zijn zonen Adrianus en Marius werden eveneens burgemeester.